# Capsinoidi

Capsiato

I capsinoidi sono dei metaboliti secondari presenti in piante del genere Capsicum. Anche se strutturalmente simili alla capsaicina, la sostanza responsabile della piccantezza del peperoncino, in gran parte non hanno questa caratteristica. L'esistenza dei capsinoidi non era nota in letteratura scientifica fino al 1989, anno in cui sono stati isolati da una varietà di peperoncino, la CH-19 Sweet, che non contiene capsaicina. I capsinoidi includono il capsiato, diidrocapsiato, e nordiidrocapsiato.
Dal punto di vista chimico i capsinoidi differiscono dai capsaicinoidi in quanto presentano un legame estereo dove i capsaicinoidi presentano invece un legame ammidico.